# ایوایلو دیمیتروف
ایوایلو دیمیتروف (بلغاری: Ивайло Димитров؛ زادهٔ ۸ ژانویهٔ ۱۹۸۹) بازیکن فوتبال اهل بلغارستان است.
از باشگاه‌هایی که در آن بازی کرده است می‌توان به باشگاه فوتبال آیلزبری یونایتد، باشگاه فوتبال کینگستونیان، باشگاه فوتبال برکهمستد، باشگاه فوتبال هنول تاون، باشگاه فوتبال والتون اند هرشام، باشگاه فوتبال هندون، باشگاه فوتبال هیز و یدینگ یونایتد، و باشگاه فوتبال میدنهد یونایتد اشاره کرد.